# Irisbus EuroRider
El Iveco/Irisbus 391 EuroRider es un chasis para autobuses urbanos y autocares de línea y GT, destinado a carroceros especialistas. Ha sido fabricado  por el fabricante italiano Iveco Bus en Italia pero también en Argentina, Brasil, Sudáfrica y Australia desde 2001.   

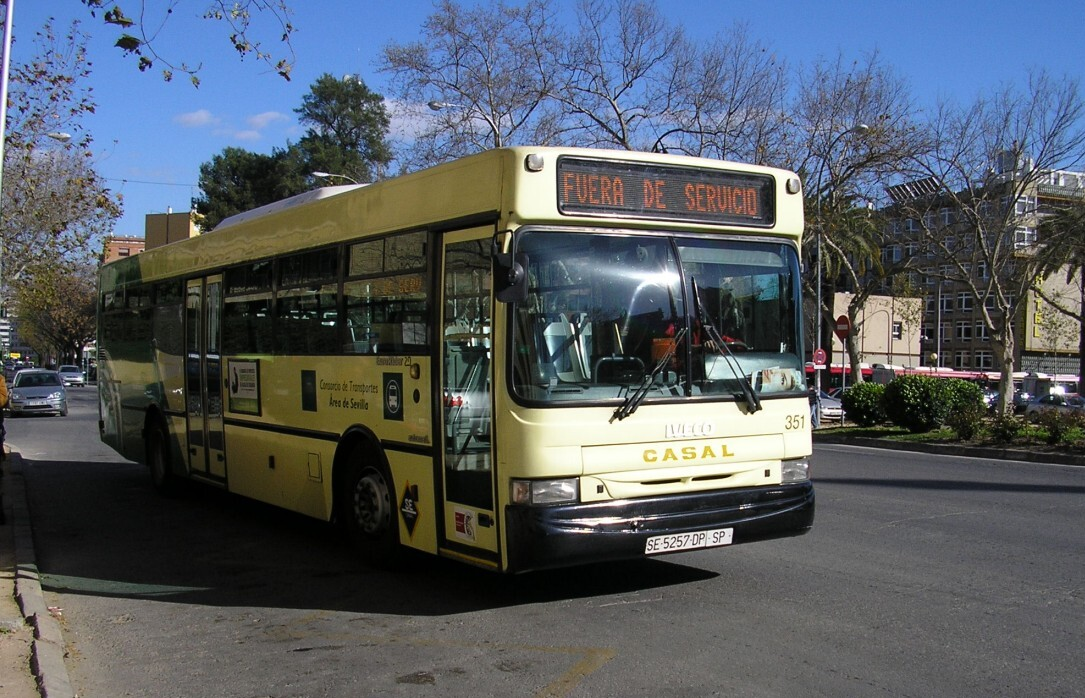
Iveco 391 EuroRider 29 carrozado por Unvi

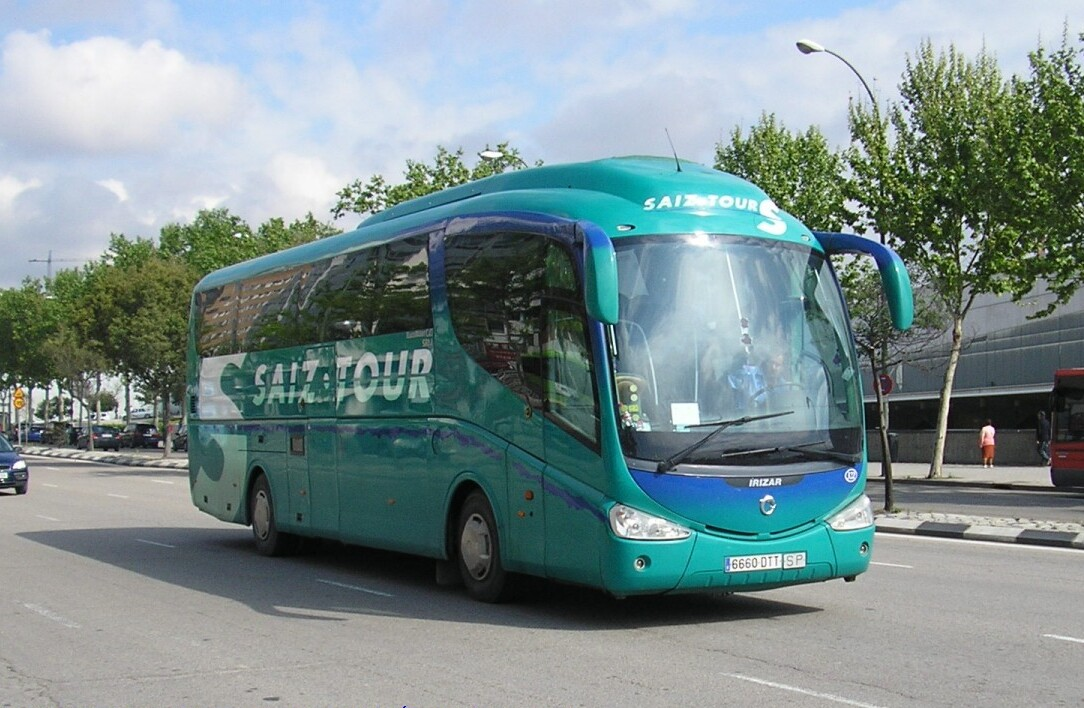
Irisbus EuroRider C43 SRI A carrozado por el carrocero Irizar

## Historia
El chasis Iveco EuroRider se produce desde 1996. En base a él, se producen autobuses turísticos que transportan pasajeros en distancias de más de 1000 kilómetros. Las carrocerías de los autobuses están recubiertas de zinc y metal-plástico. Cada uno de ellos permite a los autobuses prevenir accidentes, gracias a la resistencia a la corrosión y la estabilidad. Los faros de los autobuses están equipados con lentes. Para la luz alta por delante, se instalan 4 faros a la izquierda y a la derecha. Las luces antiniebla le permiten "obtener" los rayos hasta 100-120 metros. El parabrisas del autobús es panorámico y curvo, los espejos retrovisores parecen orejas de liebre. A la derecha, el autobús tiene dos puertas escamoteables de una sola hoja. El diseño del autobús es de tracción trasera. Las llantas están marcadas con el emblema Iveco. En el baúl izquierdo del autobús, puedes ver los detergentes.
El interior del autobús puede equiparse con un televisor LCD con reproductor de DVD. Debajo de los asientos hay calentadores con una capacidad de 34 kW. El asiento del conductor del autobús está suspendido, el respaldo se puede ajustar según los parámetros. Los dispositivos están equipados con iluminación individual. El velocímetro del autobús tiene una luz roja de señal que se enciende si la velocidad supera los 94 km/h. Sobre el asiento del conductor puede encontrar una radio y un ventilador. El volante está equipado con un servomotor hidráulico.
En 2001, también aparecieron las versiones de tres ejes del Iveco 391 y las versiones de dos ejes del Iveco 397.

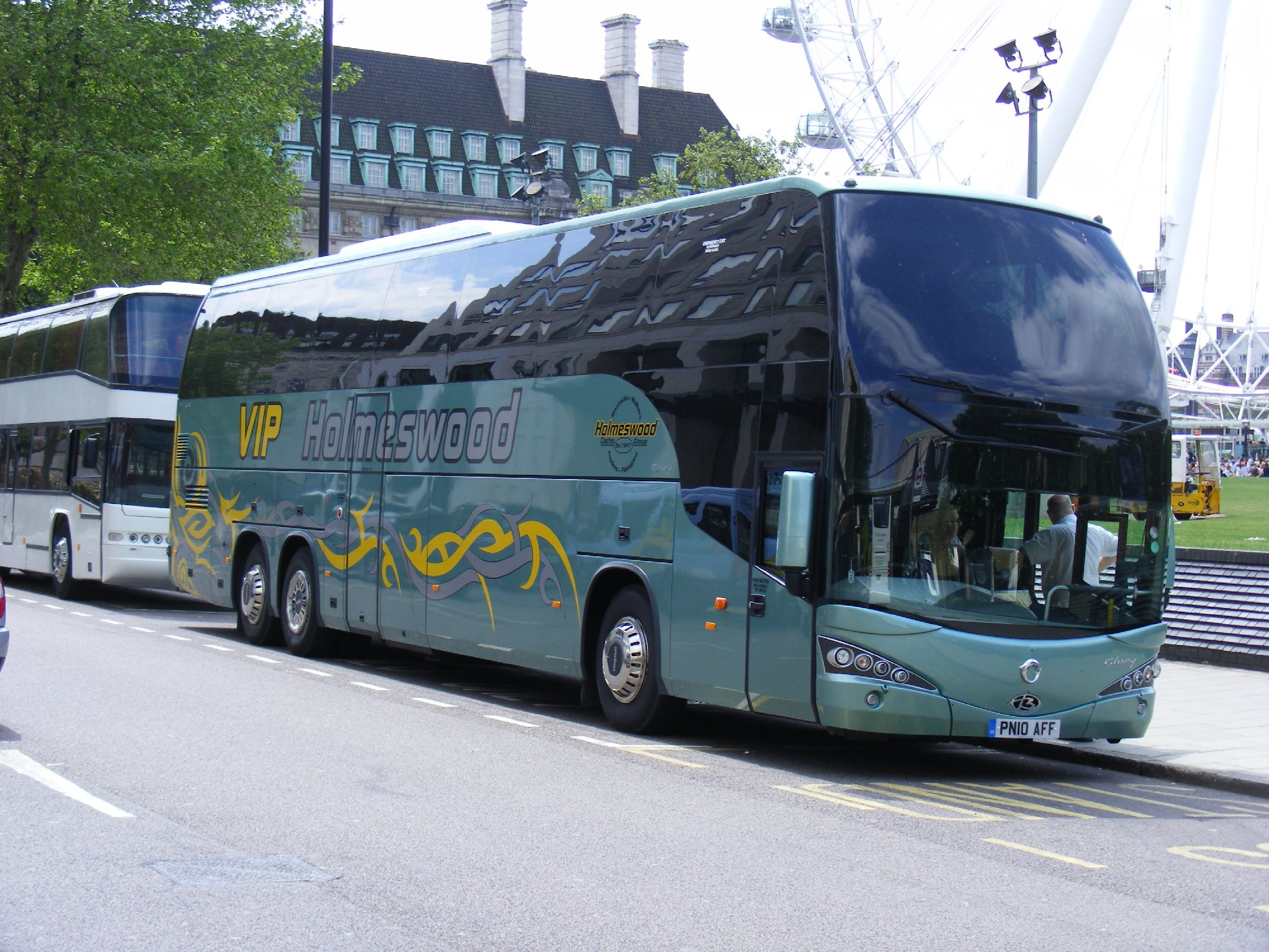
Irisbus 391 EuroRider carrozado por Beulas

Desde la creación de Fiat en 1899, cada vehículo de transporte iba acompañado de un chasis destinado a carroceros externos, como era costumbre en la época. Los fabricantes de automóviles sólo fabricaban 
las bases sobre las que los carroceros especializados montaban sus propias carrocerías, confeccionadas según los requerimientos del cliente, muchas veces muy adinerado.
Cuando lanzó su primer vehículo industrial (camión) en 1903, el de 24 CV, Fiat proporcionó el chasis para su uso como autobús. Fiat fabricará su primer autobús completo en 1925, el Fiat 603 S.
Desde entonces, ya sea la marca Fiat o Iveco en 1975, el fabricante italiano siempre ha producido chasis para autobuses y autocares idénticos a los que utiliza para su propia producción en todos los países del mundo.
Los chasis 391 EuroRider no son una excepción a esta regla y se fabrican en Italia, España, Argentina, Brasil, Sudáfrica o Australia. No todas las versiones se fabrican necesariamente en todas las fábricas de Iveco Bus en estos países, esto puede variar según la demanda local de los clientes.

## Versiones
Está disponible en dos versiones:
- 4x2 para vehículos urbanos, de línea y GT con una longitud entre 10 y 13 metros,
- 6x2, versión larga de 3 ejes para autocares de larga distancia y línea GT de hasta 14,5 metros de longitud.

## Descripción por modelo
El autobús EuroRider está adaptado para el transporte de larga distancia, cuya distancia es de más de 1000 km. EuroRider tiene 11-12,5 metros de largo (11 metros para C31A, 12,5 para D43), hasta 3,7 metros de altura y 2,55 metros de ancho. La carrocería de la disposición del chasis EuroRider, tipo holding, de una sola planta cerrada. El revestimiento primario del cuerpo es una lámina galvanizada continua, el revestimiento secundario es plástico metálico. El cuerpo ha aumentado la resistencia a la corrosión y la resistencia a la fuerza física o al impacto durante los accidentes. La parte delantera del autobús es alargada, dividida en tres partes. Los faros del autobús son lenticulares, 4 a cada lado y cada uno de ellos se enciende por separado. Los faros están equipados con lentes, lo que aumenta significativamente la hipermetropía cuando se conduce en la oscuridad: están completamente incluidos junto con los faros antiniebla, los faros "alcanzan" con rayos de hasta 100-120 metros de longitud, otra ventaja del La tecnología de iluminación del autocar son las luces antiniebla específicas que iluminan el ancho (radio de hasta ~25 metros). El paragolpes Eurorider va soldado y fijado a la carrocería. El parabrisas del autobús es panorámico, incoloro y curvo; sin "cejas", también cubre parte de la superficie del acristalamiento lateral en el asiento del conductor. Los espejos laterales de gran tamaño, que cuelgan desde arriba, como "orejas de liebre", se pueden quitar y girar. Los lados del autobús están revestidos con plástico metálico, los compartimentos internos (excepto la cabina) están divididos por secciones en compartimentos plegables que se pueden abrir manualmente. Hay 2 maleteros, están conectados entre sí. El volumen total del maletero es de hasta 13 m³. Los compartimentos laterales de diferentes volúmenes y diferentes propósitos, proporcionados por el diseño de la cafetera junto con los recipientes, se encuentra ubicado en la sección extrema del panel lateral derecho. Los detergentes para autobuses generalmente se guardan en la sección del lado izquierdo opuesto. El motor se coloca dentro del panel trasero del autobús. Las ruedas del autobús son discos con el logo "Iveco", tamaño 295/80 R×22.5, fórmula de rueda 4×2 - todos los autobuses Iveco EuroRider son de dos ejes. El autobús tiene dos puertas de una sola hoja que se deslizan paralelas a la carrocería con la ayuda de dos accionamientos, uno de los cuales está ubicado debajo del piso del autobús. En el lado izquierdo de la entrada a la parte media de la cabina hay una cavidad que puede usarse como maletero o equiparse para que los conductores descansen. El revestimiento del suelo del autobús está hecho de pelo o linóleo, los escalones son a prueba de traumatismos y están cubiertos de pelo. Los asientos de los pasajeros son cómodos tipo split con posibilidad de separarlos 15 centímetros, cada asiento está equipado con un reposabrazos para 2 modos. También hay un pedal de reposapiés. Los respaldos de las sillas están equipados con minimesas plegables con un orificio para colocar una botella, y las sillas también se pueden plegar 130 grados. Están fabricados en materiales sintéticos y forrados con tejido antivandálico. Sobre cada asiento de pasajero hay un dispositivo de aire acondicionado artificial individual durante el movimiento, además de esto hay un sistema de soplado forzado y convencional. En total, el autobús tiene 48-55 plazas, es decir, 12-13 filas de 4 plazas y 5 traseras. Los asientos en las filas están numerados en los paneles superiores, que también se utilizan para guardar bolsas. El ancho entre las filas de asientos es muy grande, la única desventaja de la ubicación son los primeros asientos (1,2,3,4; fila 1), la distancia a la partición es muy significativa. Los cristales laterales del autobús están teñidos de un tono turquesa, que protege mejor del sol que el marrón o el negro, el grosor del cristal es de 6 milímetros. El autobús está equipado con dos televisores LCD que reproducen grabaciones de video de discos DVD. Todo el sistema está construido por el carrocero catalán Noge, controlado desde el asiento del conductor en un reproductor especial. El bus cuenta con calefacción calorífica con una capacidad de 34 kilovatios a 3 velocidades. El asiento del conductor cumple con todos los estándares modernos. El asiento del conductor tiene resortes, el respaldo del asiento es ajustable, es ajustable en altura y profundidad de acuerdo con los parámetros físicos del conductor. Los dispositivos están equipados con iluminación individual, el tablero está dividido en secciones, todos los dispositivos de flechas grandes son plegables, lo que le permite identificar un problema en caso de algo. El velocímetro de tamaño mediano, clasificado en 128 km/h, está equipado con una pequeña luz roja para llamar la atención cuando la velocidad constante del autobús supera los 94 km/h. El tacómetro también es retráctil, el número máximo especificado de revoluciones por minuto es 3000. Otros dispositivos auxiliares no son retráctiles, pero también se dividen en secciones. Las teclas son fáciles de leer, con retroiluminación independiente. La caja de cambios es mecánica con 9 marchas (8 para avance, 1 para marcha atrás, designación convencional Marcha atrás), también hay un panel de información que muestra en qué marcha está el autobús. También hay una radio y un ventilador ubicados sobre el asiento del conductor. Volante Iveco Servocom, con servomotor hidráulico, con el que la dirección es fácil y sencilla, y no más difícil que en un coche ligero. En la sección más baja (la parte derecha del panel de control también está dividida en secciones) se encuentra el control del televisor LCD. Hay una lámpara de luz de fondo adicional para el conductor. El salón está iluminado por lámparas azules y blancas (lámpara azul, cada cuarta consecutiva). El autobús también está equipado con ABS, ASR, ECAS y GPRS; además, se puede instalar un mini televisor cerca del asiento del conductor. El autobús cuesta entre 82.000 y 96.000 euros, según la edad. Un autobús de 13 años cuesta unos 80.000 euros (excelente estado). Otras comodidades del autobús: cafetera, WC y hervidor eléctrico.
El chasis EuroRider C43/D43 dispone de un motor dCi de Renault con 430 CV de potencia